# Мещерягин, Михаил Николаевич
Михаил Николаевич Мещерягин (14 ноября 1914, с. Исток — 11 октября 1944, Карцаг, Венгрия) — советский военнослужащий, участник Великой Отечественной войны, Герой Советского Союза, командир орудия 2-й батареи 4-го гвардейского артиллерийского полка 1-й гвардейской воздушно-десантной Звенигородско-Бухарестской Краснознамённой ордена Суворова дивизии 53-й армии 2-го Украинского фронта, гвардии старшина.

## Биография

Бюст М. Н. Мещерягина в Краснотурьинске

Родился 14 ноября 1914 года в селе Исток Екатеринбургского уезда Пермской губернии (ныне — село Троицкое Каменского городского округа Свердловской области) в семье крестьянина. Русский.
Учился на строительных курсах в городе Свердловске. После окончания курсов работал десятником на строительстве Южно-Заозёрского прииска в посёлке Турьинские рудники, а затем в автотранспортном цехе прииска.
В Красной Армии служил с 1936 по 1939 год и с июля 1941 года. Участвовал в боях с японскими милитаристами у озера Хасан в 1938 году.
В боях Великой Отечественной войны с февраля 1943 года. Был командиром артиллерийского расчёта дивизиона противотанковых пушек. Воевал на Северо-Западном, Степном, 2-м Украинском фронтах. Член ВКП(б) с 1943 года.
Участвовал:
- в боях по ликвидации Демянского котла, в боях в районе реки Ловать и города Старая Русса, в форсировании Днепра, в освобождении города Пятихатки и боях за Кривой Рог и Кировоград — в 1943 году;
- в Корсунь-Шевченковской и Уманско-Ботошанской операциях, в том числе форсировании реки Днестр и удержании плацдарма в районе города Оргеев, в Ясско-Кишинёвской операции, освобождении Румынии, в том числе Бухареста, района Южных Карпат и города Тимишоара, в боях на территории Венгрии и освобождении города Карцаг — в 1944 году.

В конце января 1944 года был ранен на реке Гнилой Тикич в ходе Корсунь-Шевченковской операции.
Командир орудия гвардии старшина Мещерягин в бою за город Карцаг (Венгрия) 11 октября 1944 года в составе батареи вместе со стрелковыми подразделениями вышел в тыл противника и участвовал в захвате центральной части города. При отражении контратак противника уничтожил 3 танка и бронетранспортёр. В бою был ранен, но, оставшись один из расчёта, продолжал вести огонь, удерживая захваченную позицию. Погиб в этом бою.
Указом Президиума Верховного Совета СССР от 24 марта 1945 года за образцовое выполнение боевых заданий командования на фронте борьбы с немецко-фашистскими захватчиками и проявленные при этом мужество и героизм гвардии старшине Мещерягину Михаилу Николаевичу присвоено звание Героя Советского Союза (посмертно).
Похоронен в братской могиле на центральной площади города Карцага (Венгрия).

## Награды
- Медаль «Золотая Звезда» Героя Советского Союза (24.03.1945, посмертно);
- орден Ленина (24.03.1945, посмертно);
- орден Славы III степени (21.12.1943).

## Память
- Именем Мещерягина названа улица в городе Краснотурьинске.
- На доме, где он жил, установлена мемориальная доска.
- Бюст Героя Советского Союза М. Н. Мещерягина (скульптор М. А. Делов) установлен в 1985 году у здания администрации Южно-Заозёрского прииска (Краснотурьинск, ул. Октябрьская).
- На школе в которой учился герой в селе Троицком Каменского района установлена мемориальная доска.